# 克賴策冰川 (朗希爾德公主海岸)
克賴策冰川是南極洲的山峰，位於毛德皇后地的朗希爾德公主海岸，處於南龍達訥山脈，流經特爾特內冰原島峰和巴姆塞山，全長15公里，由挪威製圖師根據美國海軍的空中照片繪入地圖。
72°13′S 22°10′E / 72.217°S 22.167°E